# Torrent Gornal
El Torrent Gornal és un antic curs d'aigua del pla de Barcelona que naixia al vessant sud de la muntanya de Sant Pere Màrtir i donà nom al barri hospitalenc del Gornal.
En són tributaris els torrents de Can Oliveres, del Neguit i Busquets, formats també a Sant Pere Màrtir. El torrent de Sant Pere Màrtir, que rep per l'esquerra el torrent de la Moneda, desguassa prop de l'antic camí ral al Torrent Gornal, al límit entre els municipis d'Esplugues de Llobregat i l'Hospitalet de Llobregat.
A l'Hospitalet, el Torrent Gornal servia de camí rural que comunicava els barris de Collblanc i la Torrassa amb el Centre del municipi, fins que fou empedrat el 1933. Actualment, s'integra en la xarxa de clavegueram a la zona dels ponts de Can Rigalt. El seu llit constitueix l'actual avinguda del Torrent Gornal.